# James Chisholm

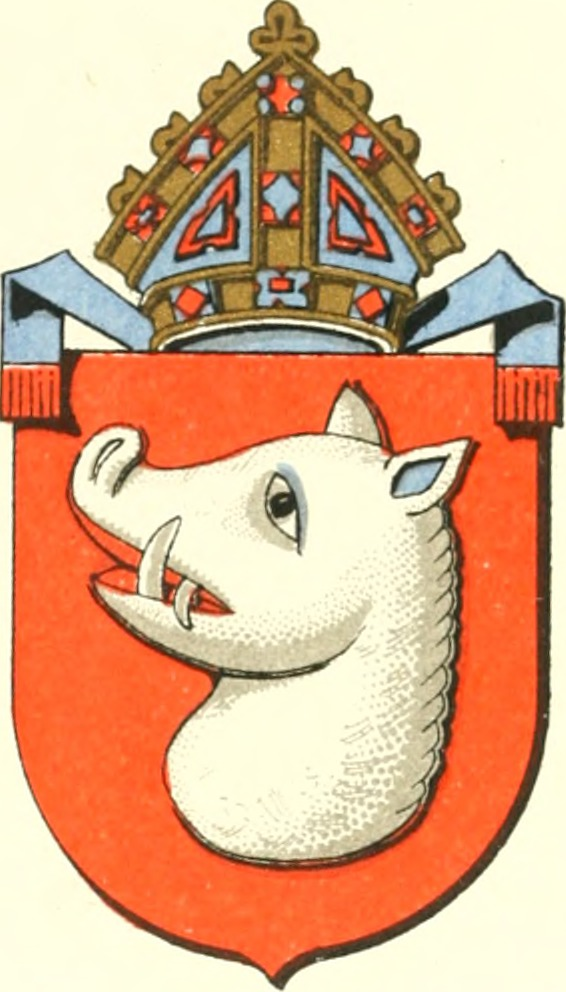
Wappen von James Chisholm

James Chisholm (auch Chesom) († 1545) war ein schottischer Geistlicher. Von 1487 bis 1526 war er Bischof von Dunblane.

## Herkunft und Aufstieg zum Bischof
James Chisholm war der älteste Sohn von Edmund Chisholm. Sein war Vater stammte aus dem Gebiet der Scottish Borders und hatte Landbesitz bei Cromlix in der Nähe von Dunblane erworben. James Chisholm trat als Geistlicher in den Dienst des schottischen Königs Jakob III., wofür er das Amt des Dekans der Kathedrale von Aberdeen und möglicherweise auch das Amt des Rektors von Ald Roxburgh erhielt. Als Kaplan des Königs wurde er 1486 zur Kurie nach Rom gesandt. Dort wurde Chisholm am 31. Januar 1487 auf Betreiben von Kardinal Jean de La Balue von Papst Innozenz VIII. zum Bischof des Bistums Dunblane ernannt. Chisholm befand, dass die Kurie bislang die Einkünfte des Bistums Dunblane überbewertet hatte. Es gelang ihm, durch Verhandlungen die Gebühr von 800 Goldflorin, die seine beiden Vorgänger für die Bischofsweihe bezahlt hatten, auf 380 Goldflorin zu senken. Ohne die Bischofsweihe empfangen zu haben, kehrte er nach Schottland zurück, wo er zwischen dem 4. Juli 1487 und Sommer 1488 zum Bischof geweiht wurde.

## Tätigkeit als Bischof
Chisholms Amtszeit als Bischof fiel in eine politisch unruhige, von Gewalttaten und Fehden erschütterte Zeit. Während seiner Amtszeit hatte John Drummond bis 1495 das Amt des Dekans der Kathedrale inne. Die Familie Drummond hatte erheblichen Einfluss auf die Diözese gewonnen, so dass nach Johns Tod das Amt des Dekans an seinen Neffen Walter Drummond fiel. Das Amt des Archidiakons von Dunblane hatte von 1496 bis 1506 Henry Alane inne, der aber vorwiegend als Beamter am Königshof diente. 1492 wurde Chisholm aufgetragen, zusammen mit vier weiteren Vermittlern eine Fehde zwischen den Familien Drummond und Murray zu schlichten, doch der blutige Konflikt konnte erst Anfang 1501 endgültig beigelegt werden. Margaret Drummond, eine Geliebte des Königs, soll 1501 zusammen mit zwei ihrer Schwestern vergiftet worden sein. Die drei Frauen wurden im Chorraum der Kathedrale von Dunblane beigesetzt. 1513 wurde Patrick Blackadder Archidiakon von Dunblane. Er wurde in eine Fehde mit der Familie Home aus Wedderburn verwickelt und vor 1520 bei Edinburgh ermordet.

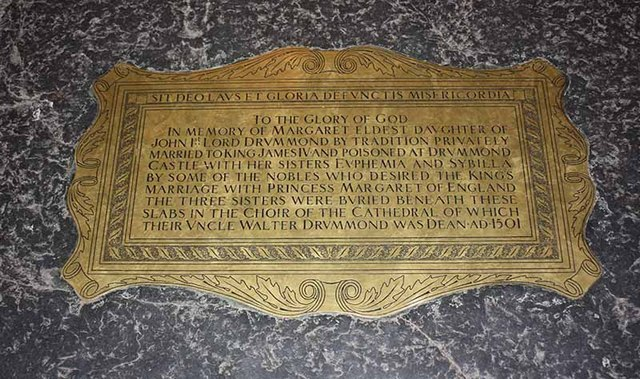
Gedenkplatte für Margaret Drummond in der Kathedrale von Dunblane

Über Chisholms Tätigkeit als Bischof selbst ist nur wenig bekannt. Er verteidigte energisch seine Rechte an der Pfarrei Kippen. Der Earl of Menteith wollte die Begräbnisstätte seiner Familie von Inchmahome Priory nach Cambuskenneth Abbey verlegen, wofür der König die Abtei mit den Rechten an Kippen belohnte. Gegen den Earl of Menteith, den Abt von Cambuskenneth und König Jakob IV. und schließlich sogar gegenüber der Kurie bestand Chisholm auf den alten Rechte der Bischöfe von Dunblane, so dass schließlich ein Kompromiss geschlossen wurde, nach dem die Bischöfe einen Teil der Rechte an der Pfarrei behielten. Als 1492 das Bistum Glasgow zum Erzbistum erhoben wurde, wurde die Diözese Dunblane dem neuen Erzbistum als Suffraganbistum unterstellt, doch 1500 wurde Dunblane wieder dem Erzbistum St Andrews zugeordnet. Chisholm nahm regelmäßig an den schottischen Parlamenten teil und gehörte auch mehreren Ausschüssen an. Als der junge König Jakob V. 1525 selbst die Regierung übernehmen wollte, wurde er von mehreren Bischöfen, darunter Chisholm unterstützt, doch der bisherige Regent, der Earl of Angus, konnte bis 1528 die Kontrolle über die Regierung behalten.
Chisholm versuchte, durch Pacht und Kauf seinen eigenen Landbesitz zu vergrößern, was zu Konflikten mit seinen Nachbarn führte. Dabei war Chisholm nicht nur an dem Erwerb, sondern auch aktiv an der Bewirtschaftung seiner Ländereien interessiert. Von 1501 bis 1502 erhielten der Chor und der Turm der Kathedrale von Dunblane einen Zinnenkranz, dabei wurde am Turm sein Wappen angebracht. Dazu stiftete Chisholm ein neues Chorgestühl für sechs Kanoniker. Aufgrund seiner gestiegenen Einkünfte konnte Chisholm 1522 neun neue Kaplanstellen für die Kathedrale schaffen.

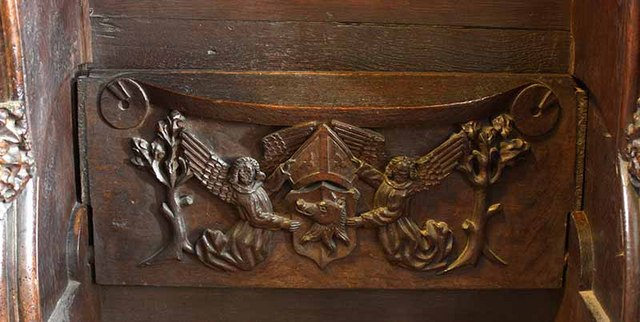
Wappen der Chisholms auf dem James Chisholm gestifteten Chorgestühl in der Kathedrale von Dunblane

## Amtsverzicht und Tod
1526 verzichtete Chisholm auf sein Bischofsamt, dabei kam es zu einer sehr ungewöhnlichen Nachfolgeregelung. Am 6. Juni 1526 ernannte Papst Clemens VII. William Chisholm, einen jüngeren Halbbruder von James Chisholm, zum neuen Bischof. Besonders ungewöhnlich war dabei, dass James Chisholm nicht vollständig auf sein Amt verzichtete. Er behielt die Einkünfte als Bischof, während William eine Stelle nur das Amt eines Kanonikers von Dunblane mit den entsprechenden Einkünften erhielt. Dies führte dazu, dass James Chisholm nach 1526 noch mindestens einmal als Bischof bezeichnet wurde. Er erhielt sogar das Recht, seinen Amtsverzicht rückgängig machen zu dürfen. Deshalb verzichtete er wahrscheinlich nicht aus Altersgründen oder wegen seiner Gesundheit auf sein Amt. Für diese großzügige Regelung musste er zunächst eine Gebühr von 260 Goldflorin an die Kurie entrichten. Im Januar 1527 zahlte er eine weitere Gebühr von 800 Goldflorin, sein Bruder und Nachfolger zahlte für seine Ernennung weitere 800 Goldflorin. Er starb wahrscheinlich Ende 1545. Am 20. Januar 1546 forderte die Krone von seinem Nachfolger die Zahlung einer Gebühr von einem halben Jahreseinkommen.